# Oogbeker

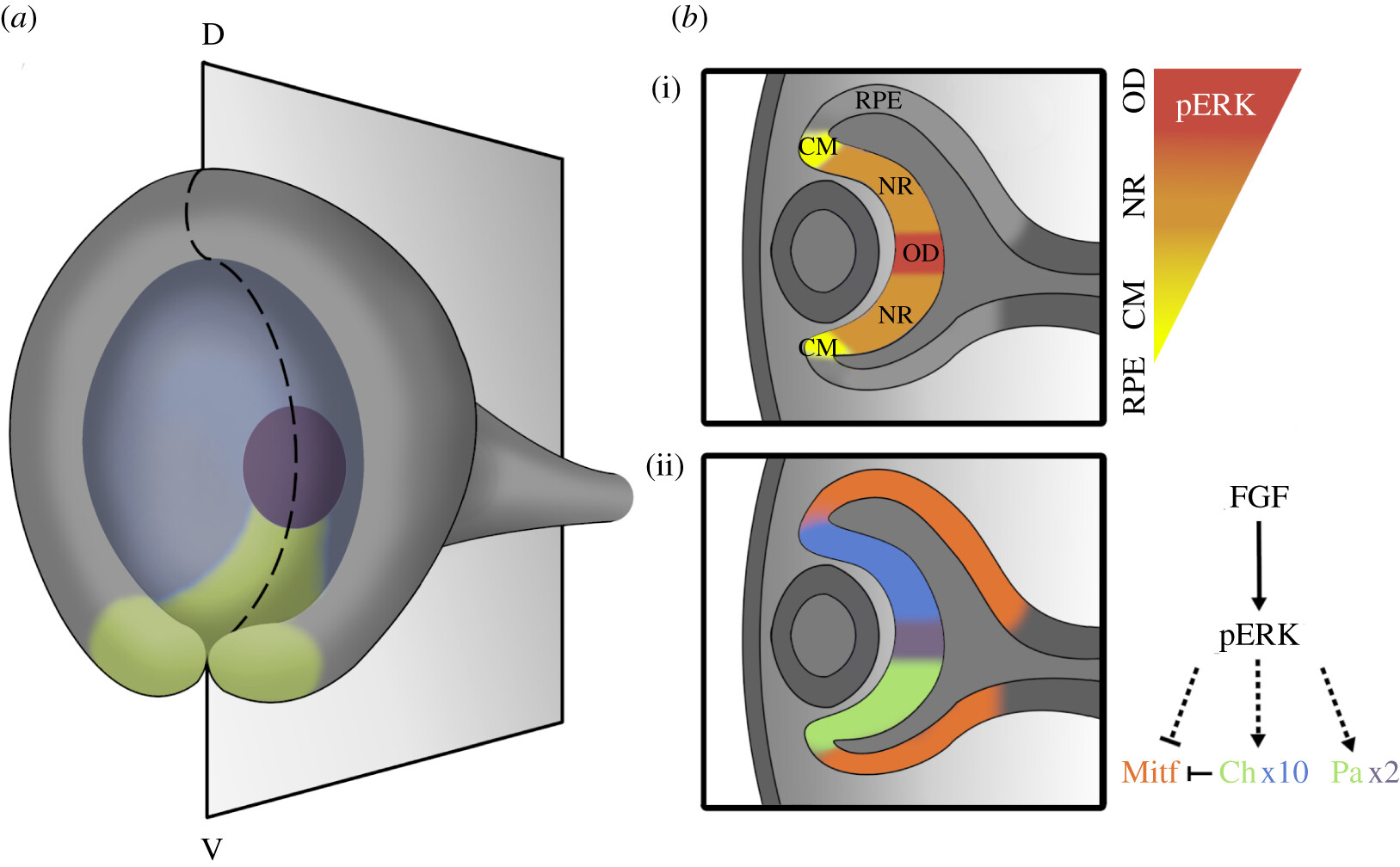
Oogbeker van een 11,5 dagen oud muisembryo. Fissura choroïdea in het groen, de NR (neurosensorische netvlies) in blauw en de OD (optische schijf in paars. (b) (i) De dwarsdoorsnede van (a) (ii) FGF-signalering bevordert het lot van het neurale netvlies door de transcriptiefactor Pax2 (groen/paars) en Chx10 (groen/blauw) te activeren, terwijl ook de expressie van de RPE-specifieke factor Mitf (oranje) wordt geremd. RPE, retinaal pigmentepitheel. CM, ciliaire rand (groeit uit tot het straalvormig lichaam.

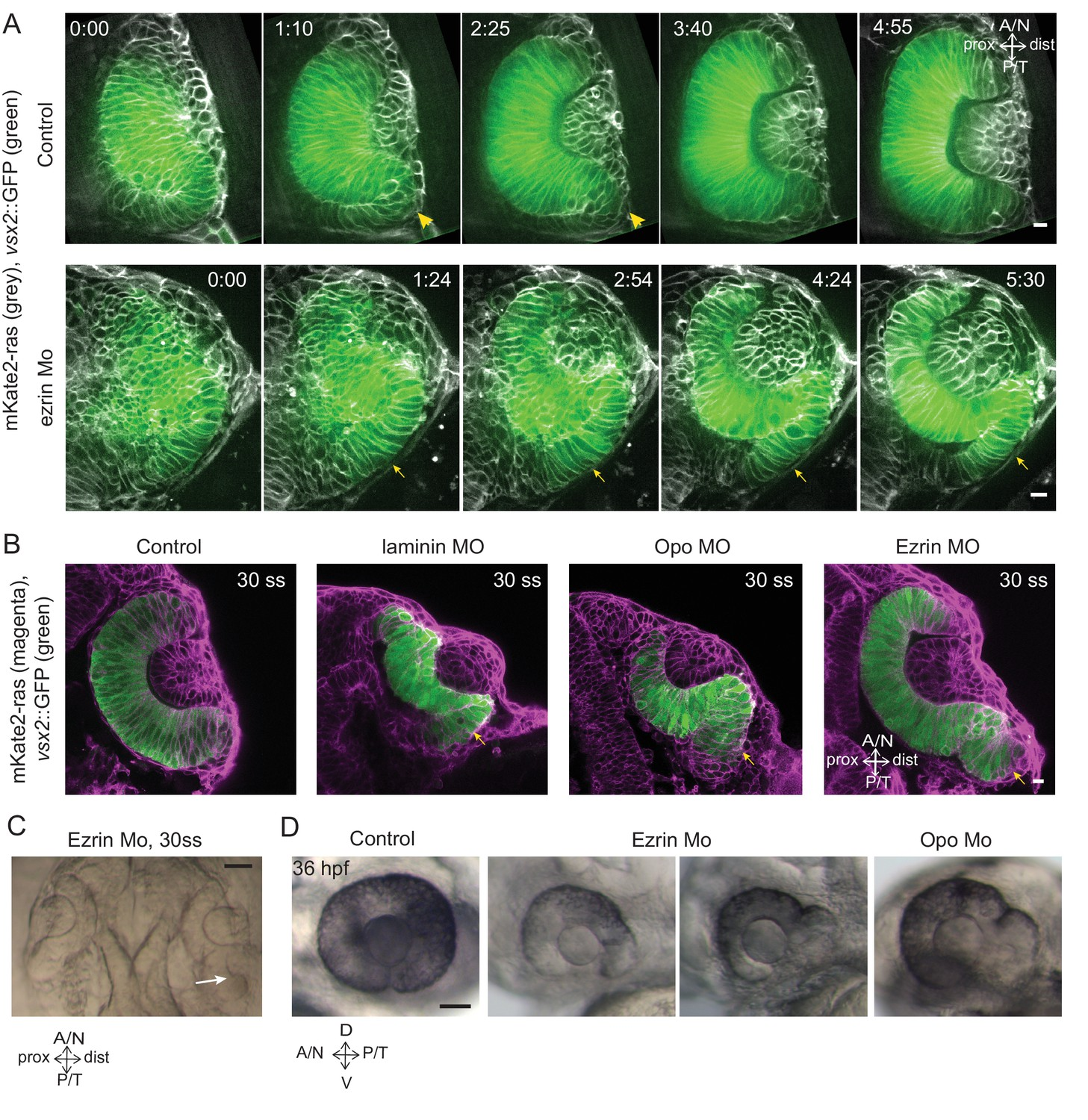
Neuro-epitheliale cellen van de zebravis

De oogbeker of het secundaire oogblaasje is tijdens de embryonale ontwikkeling een komvormige instulping van het oogblaasje (vesicula optica), dat ontstaat uit de ooggroef (sulcus opticus) van de voorhersenen. Het is een stadium in de vorming van het oog dat bij mensen gewoonlijk begint aan het einde van de vierde week van de embryonale ontwikkeling, gerekend vanaf de laatste menstruatie. De transformatie van het oogblaasje naar de oogbeker begint na de vorming van de lensplacode, een verdikking in het oppervlakte ectoderm als aanleg voor de ooglens, die wordt geïnduceerd door het onderliggende oogblaasje.
Het is een structuur die bestaat uit een binnenste en een buitenste laag, die eindigt in de optische steel. De buitenste laag wordt het retinaal pigmentepitheel, de binnenste laag wordt het neurosensorische netvlies, terwijl de optische steel geleidelijk wordt gekoloniseerd door zenuwen geproduceerd door zenuwknoopcellen voor het vormen van de oogzenuw. Daar waar de binnenste laag van de oogbeker over gaat in de buitenste laag is de rand van de pupil en zal zich uiteindelijk ontwikkelen tot de iris. De optische steel vormt de oogzenuw (nervus opticus).
In het neurale plaatstadium hebben oogveldcellen een mesenchymale en niet-gepolariseerde verschijning en vormen ze een gelaagde structuur. Bij het begin van zebravis-oogblaasjesinstulping verlengen en polariseren cellen die zich in de meest laterale (marginale) regio's van het oogveld bevinden, en verkrijgen zo neuro-epitheliale kenmerken. Dit proces vereist de afzetting van een lamininerijke extracellulaire matrix (ECM) rond het oogveld. Terwijl marginale cellen lateraal worden verplaatst, waarbij twee uitstulpingen aan de zijkant van de neurale buis worden gevormd, ondergaan de resterende voorlopers die zich in de kern van het oogveld bevinden dezelfde verlenging en polarisatie om tussen de laterale cellen in te voegen tot het einde van het instulpingsproces. Het netto resultaat is een dynamische expansie van de oogblaasjes. Een van de mogelijke regulatoren van deze invoeging van cellen zou het niet-canonieke Wnt-signaleringspad kunnen zijn, aangezien de activering ervan vergelijkbare celherschikkingen in andere morfogenetische processen aanstuurt, zoals de convergentie-extensieherschikkingen die optreden tijdens de gastrulatie. Andere signaalroutes, zoals die welke worden geactiveerd door Fgf- en Hh-liganden en die betrokken zijn bij de verdeling van het nieuwe oogblaasje langs de proximo-distale en naso-temporale as, kunnen ook relevant zijn voor deze vroege morfogenetische bewegingen, aangezien morfogenese en patroonvorming nauw op elkaar afgestemde gebeurtenissen zijn.
Vroeg in de ontwikkeling is de fissura choroïdea een groef die zich uitstrekt langs het ventrale deel van de optische steel doordat de onderranden van de afgeplatte oogblaasjes naar elkaar toegroeien. Gedurende een bepaalde tijd strekt deze groef zich uit tot de randen van de optische beker. De fissura choroïdea wordt uiteindelijk afgesloten wanneer de randen van de optische beker, evenals de randen van de groef in de optische steel, samensmelten. In de fissura choroïdea lopen de centrale vaatstreng (arterie hyaloïdea) en de vena hyaloïdea die de lens en de binnenzijde van de oogbeker van bloed voorzien.
Verschillende aangeboren afwijkingen in de oogontwikkeling (misvormingen) zijn te wijten aan een probleem dat zich voordoet in de oogbeker tijdens de embryonale ontwikkeling. Er ontstaat bijvoorbeeld een coloboom als de oogbeker van het embryo niet volledig sluit of bij de scheve implant (engels:tilted disc) staan de oogzenuw en de papil scheef in de oogbol. Bij microftalmie is de groei van het oog in de foetale periode voortijdig gestopt, waarbij het oog te klein blijft en onvoldoende ontwikkeld is, maar waarbij de oogspieren meestal wel zijn aangelegd. Bij anoftalmie wordt er geen oogbol gevormd. Bij het morning glory syndroom wijkt de kop van de oogzenuw af en is er een uitholling in het achterste deel van het oog en de papil. Een straalvormig patroon is aanwezig doordat de bloedvaten vanuit de rand van de papil in een rechte lijn naar het netvlies lopen. Bij de oogafwijking arterie hyaloïdea persistens blijft de arterie hyaloïdea aanwezig.
Veel onderzoeken bij muizen hebben aangetoond dat retinezuur nodig is voor de morfogenese van de oogbeker. Andere publicaties hebben aangetoond dat Lhx2 nodig is voor de vorming van oogblaasjes.

## Afbeeldingen

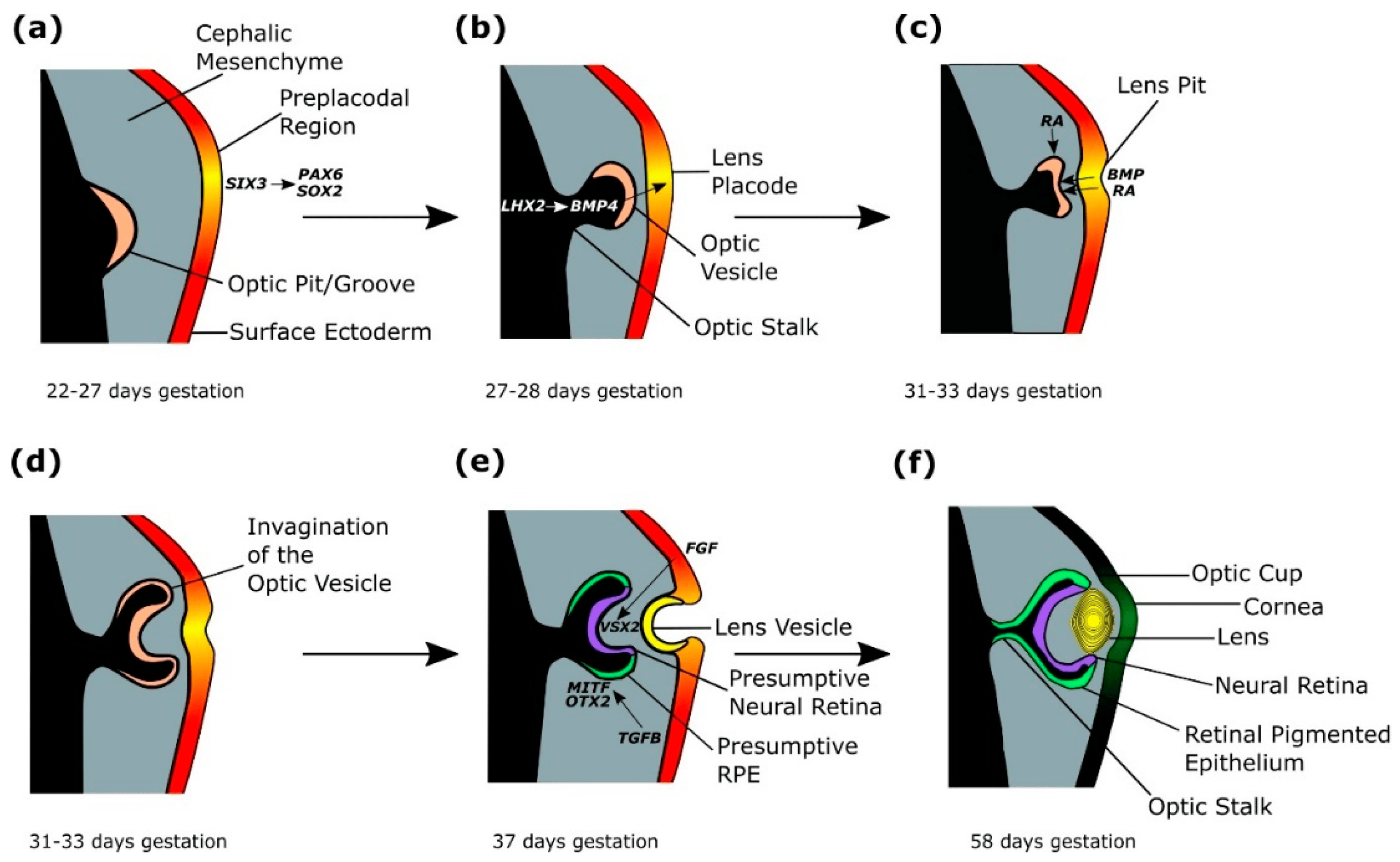
Ontwikkeling van de oogbeker en de lens. Dagen vanaf de laatste menstruatie. Optic cup: Oogbeker. Optic pit: Ooggroef, Optic vesicle: Oogblaasje, Retina: Netvlies
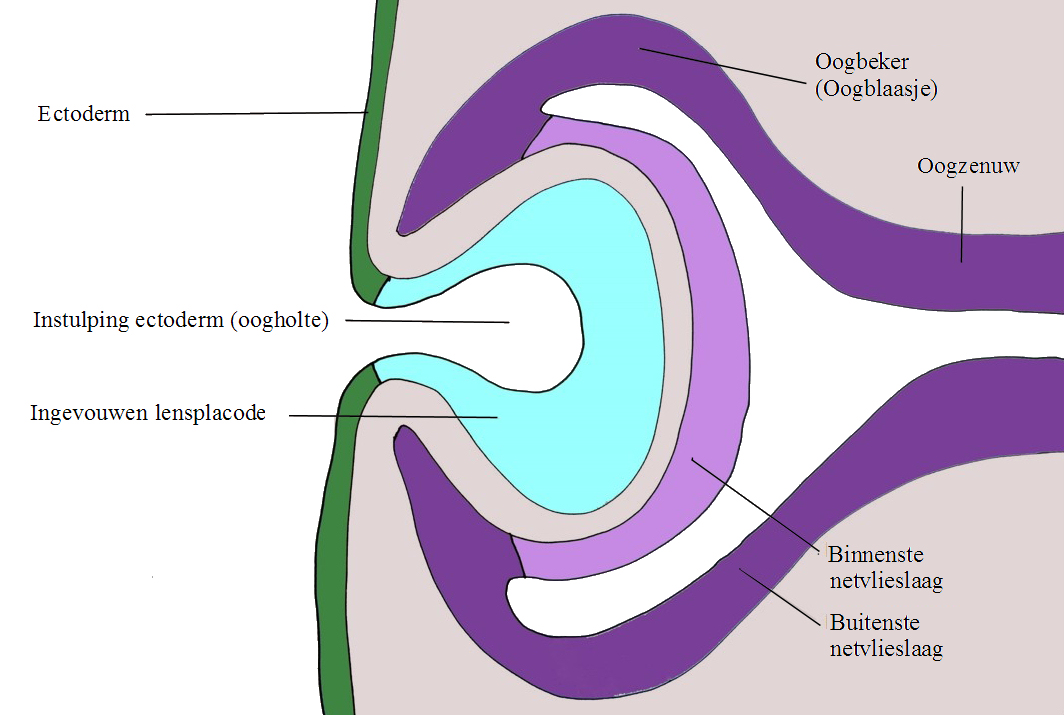
Ontwikkeling oogbeker
- Dorsaal aanzicht van de overgang van het oogblaasje in de oogbeker met ciliaire rand en pijnappelklier
- Zijaanzicht van de instulping van de oogbeker met embryonale fissuur
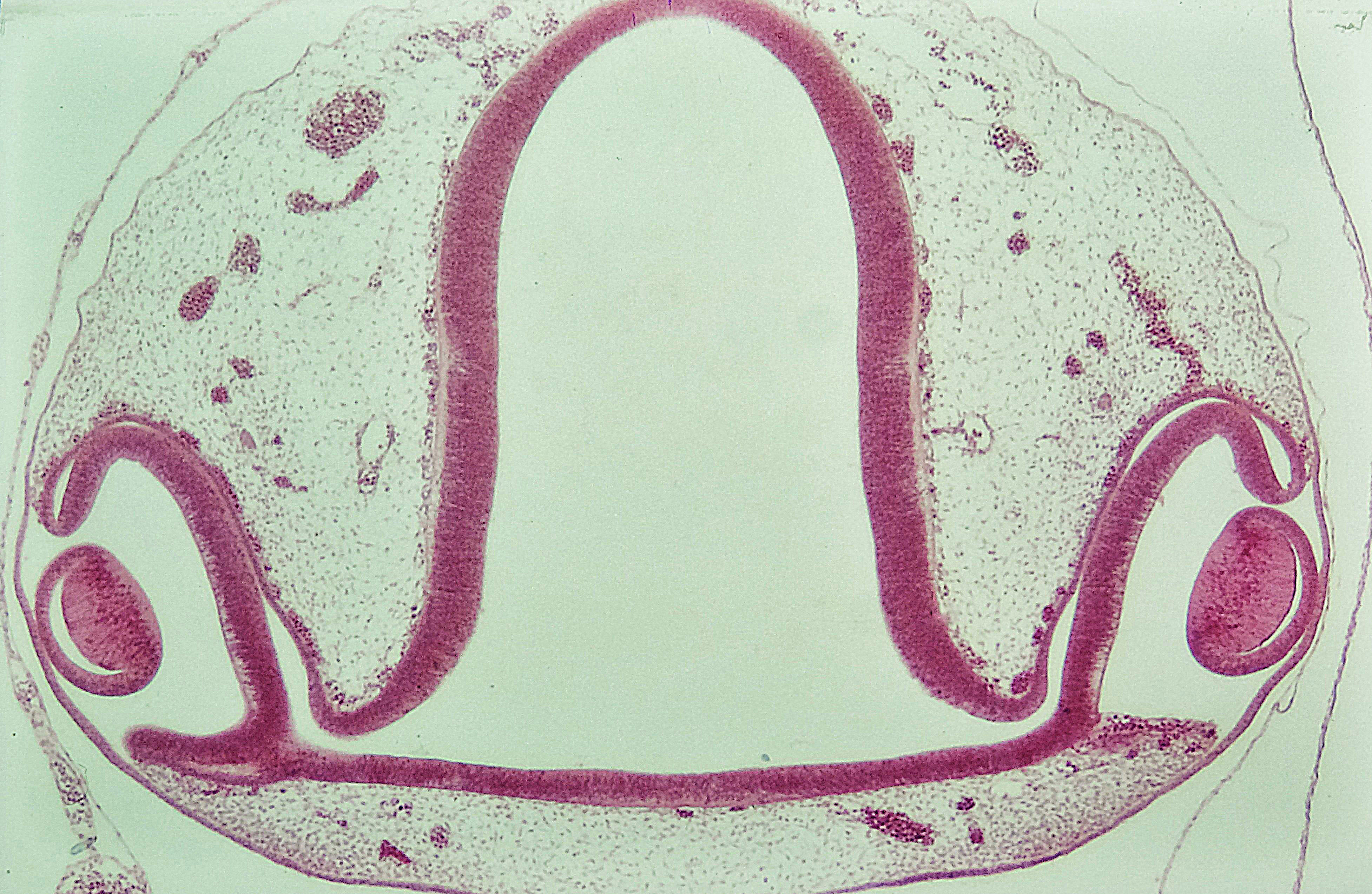
Oogbeker met lensaanleg. Kippenembryo (H&E-kleuring)
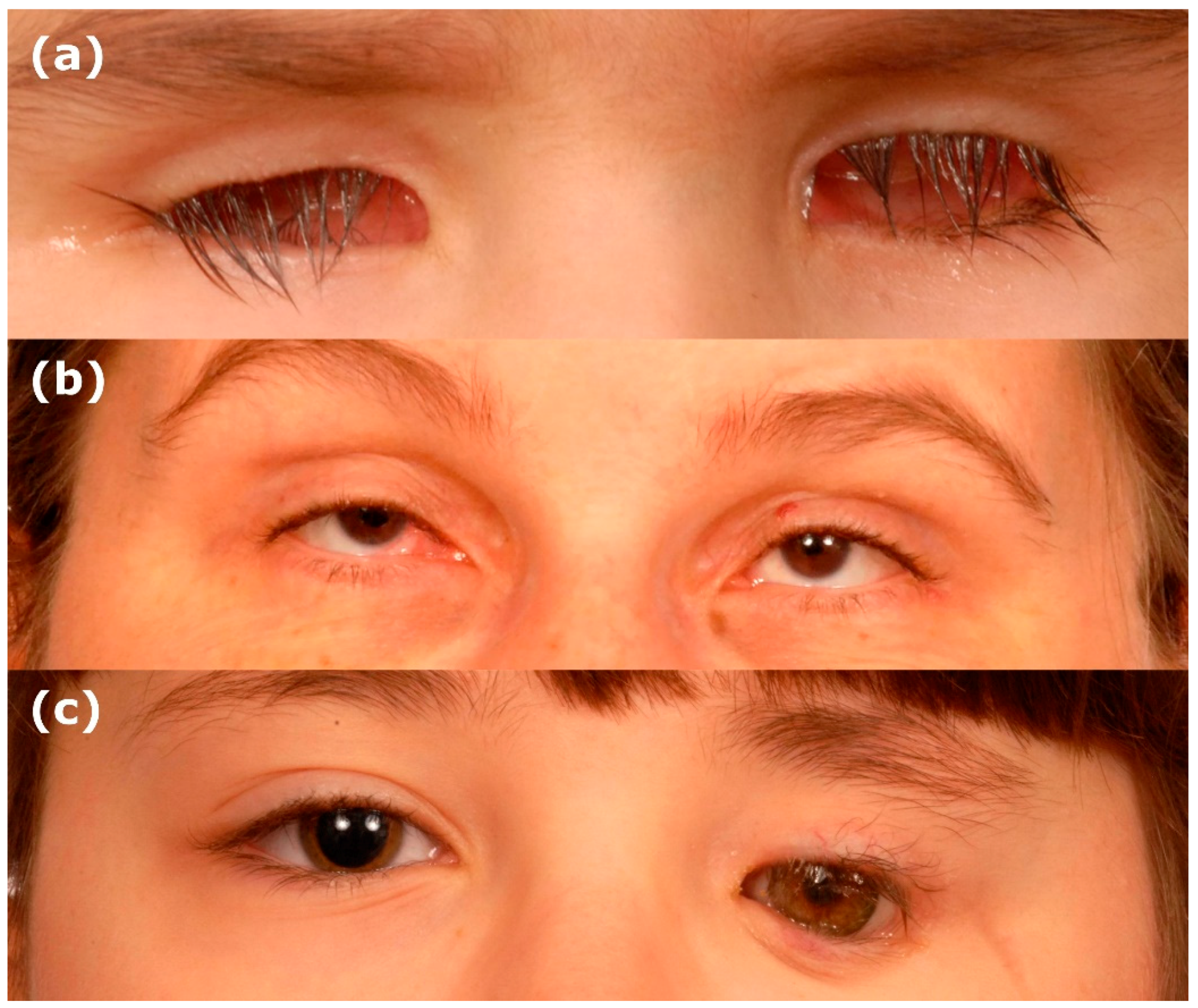
(a) Tweezijdige anoftalmie. (b) Tweezijdige microftalmie. (c) Éénzijdige anoftalmie met een losse schaal oogprothese (links)